# NGC 675
NGC 675 is een spiraalvormig sterrenstelsel in het sterrenbeeld Ram. Het hemelobject werd op 25 september 1886 ontdekt door de Amerikaanse astronoom Lewis A. Swift.

## Synoniemen
- PGC 6665
- UGC 1273
- MCG 2-5-41
- ZWG 437.37